# Нульовий день (фільм, 2003)
«Нульовий день» (англ. Zero Day) — американський драматичний фільм 2003 року у стилі піджанру знайденої плівки від сценариста і режисера Бенна Кочічо, який розповідає про дует що планує напад на школу.

## Сюжет
Андре Крігман (нар. 17 липня 1982) і Келвін «Кел» Габріель (нар. 5 лютого 1983) оголошують про плани напасти на школу Iroquois, де вони навчаються, називаючи свій план «Нульовим днем». Обидва підлітки мають психологічні проблеми, Кел страждає від депресії та суїцидальних думок, Андре є жорстокою та сповненою ненависті особистістю. Основна частина фільму зображена через їхню відеокамеру, і показано, як вони документують планування та підготовку до нападу, приховуючи це від своїх друзів і рідних.

## У ролях
- Андре Кейк — Андре Крігман
- Кел Робертсон — Келвін Габріель
- Крістофер Коккіо — Кріс Крігман
- Герхард Койк — батько Андре
- Йоганна Кейк — мати Андре
- Рейчел Бенічак — Рейчел Лурі
- Пем Робертсон — мати Кела
- Стів Робертсон — батько Кела
- Омар Волтерс у ролі жертви стрілянини, Омар